# Grub (Thüringen)
Grub ([ɡʁuːp] ) ist eine Gemeinde im Landkreis Hildburghausen im fränkisch geprägten Süden des Freistaats Thüringen. Sie gehört der Verwaltungsgemeinschaft Feldstein an. Der Verwaltungssitz ist in der Stadt Themar. Grub liegt am Südhang des „Kleinen Thüringer Waldes“ in einer Talsenke. Der Name ist vom althochdeutschen Gruoba und vom mittelhochdeutschen Gruobe abgeleitet und bedeutet Talkessel oder Talsenkung.

## Lage

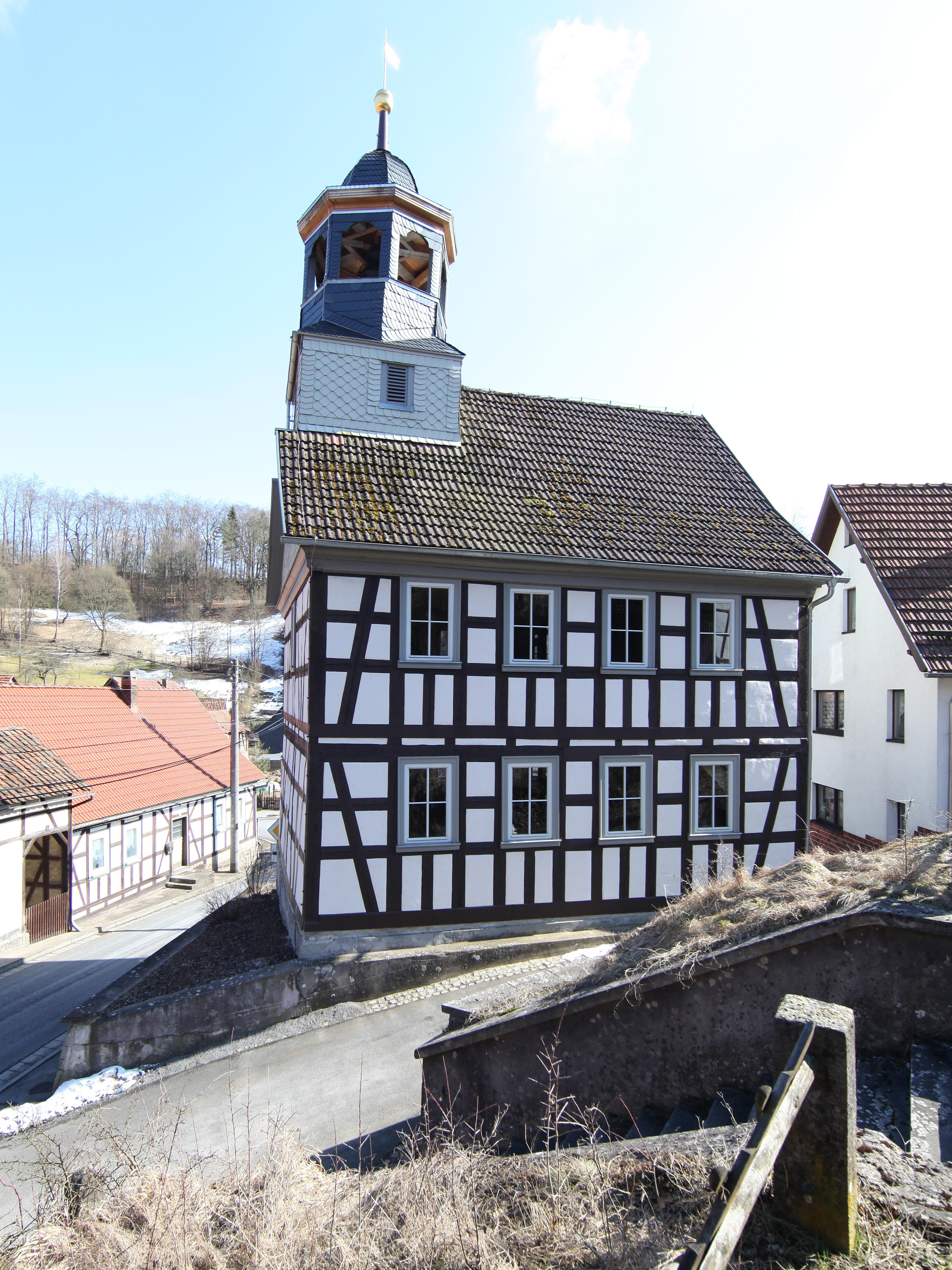
Evangelisch-Lutherische Kirche

Der Ort Grub befindet sich am Fuß des 692 m hohen Schneeberges an der Südabdachung des Thüringer Waldes südlich von Suhl. Die Landesstraße L 2633 verbindet den Ort mit der Bundesautobahn 73 und dem Umland.

## Geschichte
Das Dorf wurde erstmals am 7. August 1130 urkundlich erwähnt. Während der Zeit der Stammesherzogtümer lag der Ort im Herzogtum Franken. Herrschaftsmäßig gehörte der Ort im Amt Themar zunächst zur Grafschaft Henneberg, nach 1583 zu verschiedenen sächsischen Herzogtümern und von 1826 bis 1918 zum Herzogtum Sachsen-Meiningen. 1920 kam er zum Land Thüringen.

## Politik
Der Gemeinderat in Grub besteht aus sechs Ratsmitgliedern, die bei der Kommunalwahl am 7. Juni 2009 in einer Mehrheitswahl gewählt wurden.